# مارفن مور
مارفن مور هو سياسي كندي، ولد في 31 أغسطس 1938 في كندا. حزبياً، نشط في الرابطة التقدمية المحافظة في ألبرتا ‏. وقد انتخب عضو الجمعية التشريعية ألبرتا.